# Mel Dinelli
Mel Dinelli est un scénariste et producteur américain, né le 6 octobre 1912 à Albuquerque (Nouveau-Mexique), mort le 28 novembre 1991  à Los Angeles (Californie).

## Filmographie

### Comme scénariste
Cinéma
- 1946 : Deux Mains, la nuit (The Spiral Staircase) de Robert Siodmak
- 1949 : Une incroyable histoire (The Window) de Ted Tetzlaff
- 1949 : Les Désemparés (The Reckless Moment) de Max Ophüls
- 1950 : House by the River de Fritz Lang
- 1951 : Jour de terreur (Cause for Alarm!) de Tay Garnett
- 1952 : Beware, My Lovely de Harry Horner
- 1953 : La Plage déserte (Jeopardy) de John Sturges
- 1957 : Lizzie de Hugo Haas
- 1958 : Step Down to Terror (en) de Harry Keller

### Comme producteur
- 1952 : Beware, My Lovely

## Récompenses
- Prix Edgar-Allan-Poe du meilleur scénario, en 1950 pour Une incroyable histoire.